# ستروبوافيل

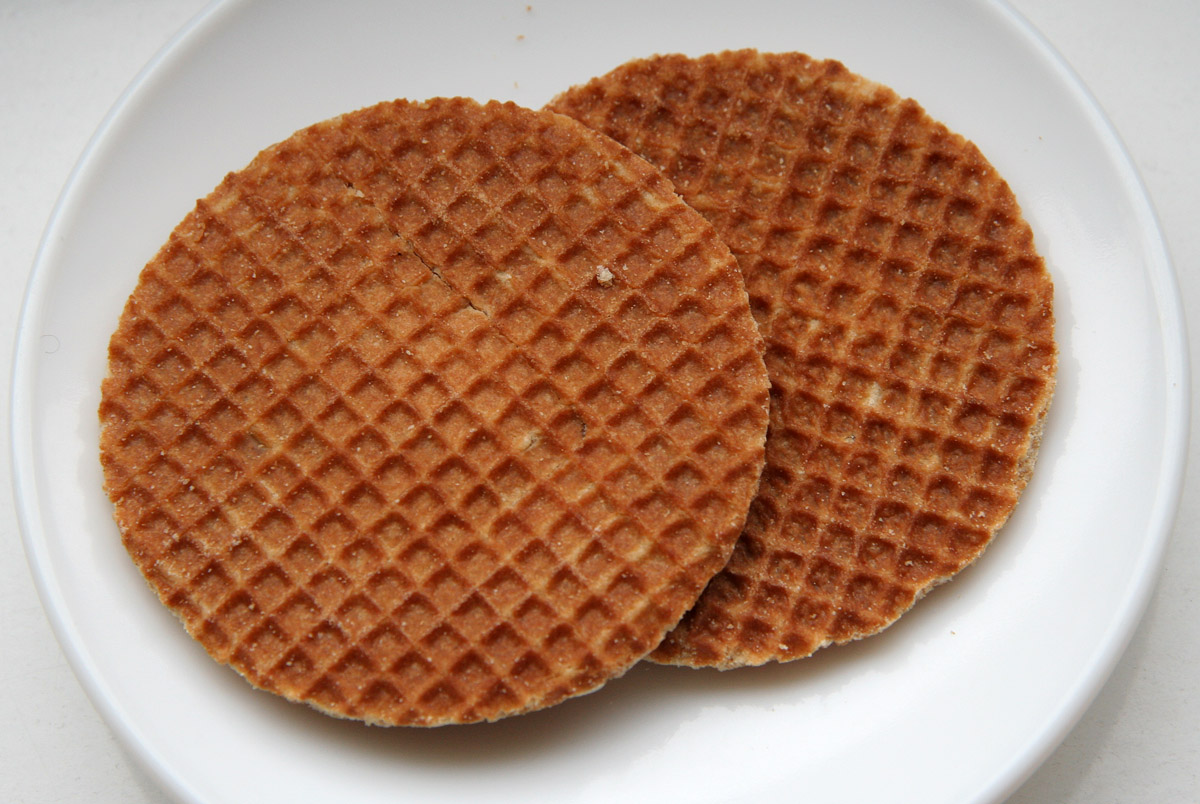
قطعتان من الستروبوافيل.

ستروبوافل (بالهولندية: stroopwafel) هي نوع من أنواع الوافل المصنوعة من طبقتين رقيقتين مع طبقة رقيقة من مادة كراميل في الوسط.Stroopwafel.Van Dale Taalweb صنعت الستروبوافيل للمرة الأولى في مدينة خاودا في هولندا في عام 1784.

## تاريخ
يرجح ان الستربوافيل اخترعت أول مرة في مدينة مدينة جودا اواخر القرن الثامن عشر أو أول القرن التاسع عشر  من قبل بعض الخبازين مستخدمين بقايا الخبز مع إضافة الشراب المحلى